# جاي ميخائيل هاريسون
جاي ميخائيل هاريسون (بالإنجليزية: John Michael Harrison) هو عالم رياضيات أمريكي، ولد في 1944.